# Zé Roberto
José Roberto da Silva Jr. nazývaný Zé Roberto (* 6. července 1974 Ipiranga) je brazilský fotbalista. Hrál na pozici záložníka.
S brazilskou reprezentací získal stříbrnou medaili na světovém šampionátu roku 1998. Hrál i na mistrovství světa roku 2006. Na tomto turnaji byl federací FIFA zařazen do all-stars týmu. Dvakrát též vyhrál mistrovství Jižní Ameriky, tedy soutěž Copa América (1997, 1999) a Konfederační pohár (1997, 2005). Celkem za národní tým odehrál 84 utkání a vstřelil 6 branek.
S Realem Madrid vyhrál v sezóně 1997/98 Ligu mistrů. S Bayernem Mnichov se stal čtyřikrát mistrem Německa (2002/03, 2004/05, 2005/06, 2007/08), s Realem jednou mistrem Španělska (1996/97).